# Lisa Vittozzi
Lisa Vittozzi (* 4. Februar 1995 in Pieve di Cadore, Venetien) ist eine italienische Biathletin. Die zweifache Jugendweltmeisterin von 2014 debütierte im selben Jahr im Biathlon-Weltcup. Dort gewann sie im Winter 2018/19 ihre ersten beiden Wettkämpfe und belegte hinter ihrer Teamkollegin Dorothea Wierer den zweiten Rang in der Gesamtwertung. Zudem holte Vittozzi mehrere Medaillen bei Weltmeisterschaften sowie 2018 olympisches Bronze mit der Mixed-Staffel. Nach einer mehrjährigen Periode mit schwächeren Ergebnissen gewann sie in der Saison 2022/23 wieder Weltcuprennen und holte bei den Biathlon-Weltmeisterschaften 2023 die Goldmedaille mit der Frauenstaffel. In der folgenden Saison 2023/24 gewann sie erstmals den Gesamtweltcup, außerdem holte sie bei den Weltmeisterschaften ihre erste Goldmedaille in einem Einzelwettkampf.

## Sportliche Laufbahn

### Erfolge im Nachwuchsbereich und Weltcupdebüt (bis 2015)
Vittozzi stammt aus dem oberitalienischen Sappada nahe der Grenze zu Österreich in den Karnischen Alpen. Sie begann in ihrer Jugend zunächst mit dem Skilanglauf und wechselte kurz danach zum Biathlon. Ihr Heimatverein ist die ASD Camosci. Mit 18 Jahren schloss sie sich der Sportgruppe des staatlichen Forstkorps an, nach dessen Auflösung sie den Carabinieri beitrat.
Mit guten Platzierungen im niederklassigen Austria Cup qualifizierte sich Vittozzi für die Olympischen Jugendwinterspiele 2012 in Innsbruck, wo ihre besten Ergebnisse zwei fünfte Ränge in der Verfolgung und im Mixed-Staffelrennen waren. Von 2012 bis 2015 nahm sie jeweils an den Jugend- und Juniorenweltmeisterschaften teil, bei denen sie ihre erste Medaille 2013 als Sprintzweite hinter Uljana Kaischewa gewann. Im folgenden Jahr wurde Vittozzi in Presque Isle Jugendweltmeisterin in Sprint und Verfolgung (jeweils vor Anna Weidel) und holte im 10-Kilometer-Einzelrennen die Bronzemedaille hinter Julia Schwaiger. Sechs Jahre nach Dorothea Wierers erstem Titel im Nachwuchsbereich war Vittozzi damit die zweite Italienerin, die Weltmeisterin ihrer Altersklasse wurde. Weitere Medaillen als Juniorin gewann sie – jeweils als Dritte – bei den Sommerbiathlon-Weltmeisterschaften 2013 in Forni Avoltri mit der italienischen Mixed-Staffel sowie bei den Europameisterschaften 2014 im Einzelrennen.
Nach wenigen Einsätzen im IBU-Cup debütierte Vittozzi zum Beginn der Saison 2014/15 im Biathlon-Weltcup, der höchsten Wettkampfserie im Erwachsenenbereich. Bei ihren ersten Rennen in Östersund erreichte sie mit dem 37. Rang im Sprint und dem 26. Rang in der anschließenden Verfolgung gleich die Punkteränge der ersten 40. Ihr bestes Einzelergebnis des Winters war Platz 18 im Sprint von Nové Město. Zudem erhielt Vittozzi regelmäßige Einsätze in der italienischen Frauenstaffel: An der Seite von Karin Oberhofer, Nicole Gontier und Dorothea Wierer stand sie bei den Weltmeisterschaften 2015 erstmals auf dem Podest. Die zu diesem Zeitpunkt 20-jährige Vittozzi – die als Startläuferin ohne Fehlschuss geblieben war und in etwa gleichauf mit der Spitze gewechselt hatte – zählte neben der Französin Justine Braisaz zu den jüngsten Medaillengewinnern der WM in Kontiolahti.

### Aufstieg in die Weltspitze (2015 bis 2019)

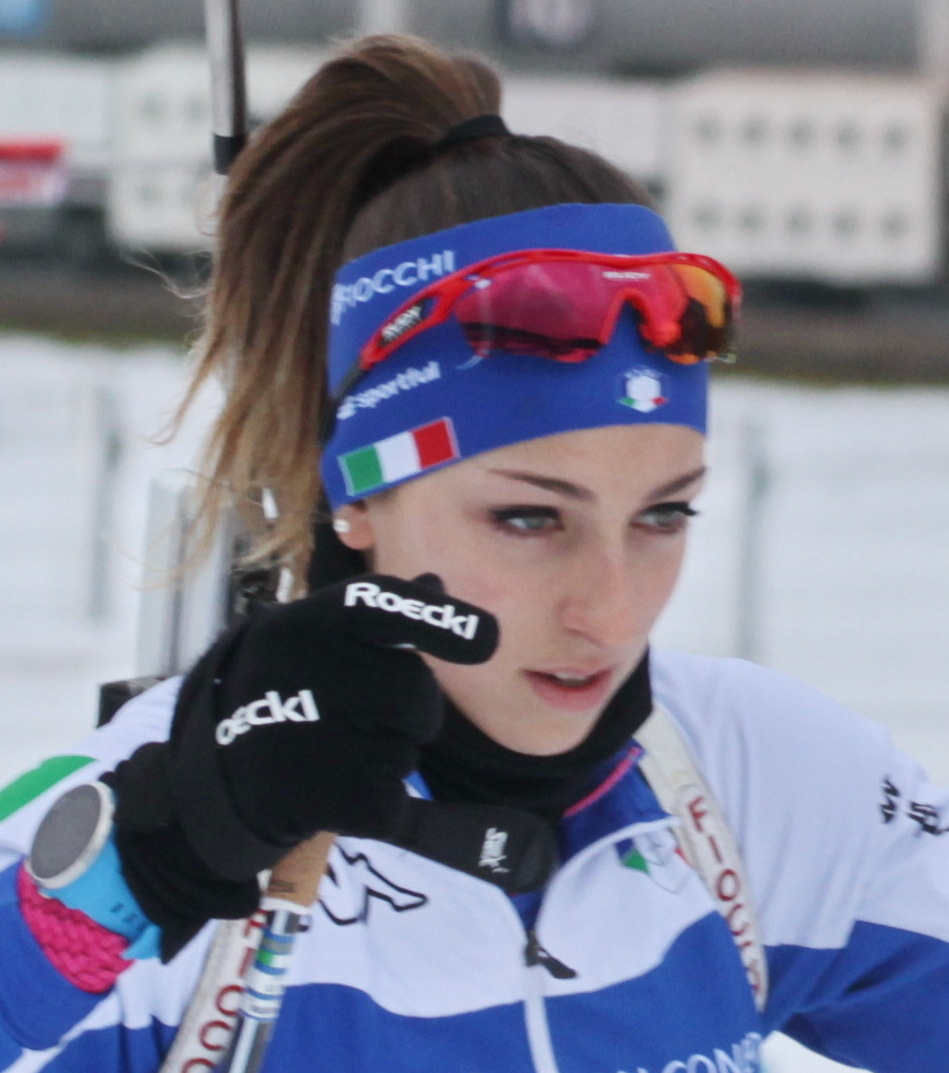
Vittozzi beim Weltcup in Oberhof 2018

Von ihrem ersten Jahr im Weltcup bis zum Winter 2018/19 verbesserte Vittozzi kontinuierlich ihre Ergebnisse in der Gesamtwertung der Serie: Ihre Einstiegssaison schloss sie in diesem Klassement auf Rang 64 ab, in den nächsten Jahren war sie 39. und 27. 2017/18 stand sie als Sechste erstmals unter den besten Zehn und im März 2019 beendete sie den Winter hinter ihrer Mannschaftskollegin Dorothea Wierer auf dem zweiten Platz des Gesamtweltcups.
Während dieser Jahre feierte Vittozzi ihre ersten beiden Weltcupsiege in Einzelrennen: Im Januar 2019 entschied sie in Oberhof sowohl den Sprint als auch die Verfolgung für sich, wobei sie im Sprint mit allen zehn Schüssen traf und in der Verfolgung von der zweiten Runde an einen klaren Vorsprung auf die Konkurrentinnen hatte, den sie trotz zweier Strafrunden bis ins Ziel hielt. Zudem erreichte sie im Weltcup – begonnen mit einem dritten Rang in der Verfolgung von Kontiolahti im März 2017 – mehrere Podiumsergebnisse. Bei den Weltmeisterschaften 2019 in Östersund gewann sie im 15-Kilometer-Wettkampf die Silbermedaille und schoss dabei wie die Siegerin Hanna Öberg keinen Fehler. Über die gesamte Saison 2018/19 wies Vittozzi eine Trefferquote von 88 % auf und gehörte somit zu den besten Schützinnen im Weltcupfeld, wobei ihre besondere Stärke im Stehendanschlag mit einer Quote von 91 % lag. Ihre Laufzeiten waren um etwa drei Prozent schneller als der Durchschnitt des Feldes. Damit blieb sie zwar hinter den besten Läuferinnen um Denise Herrmann und Kaisa Mäkäräinen zurück, war aber in etwa gleichauf mit Dorothea Wierer und Laura Dahlmeier. Bis zum Weltcupfinale in Oslo standen Wierer und Vittozzi in Konkurrenz um den Gesamtweltcup, den Wierer letztlich mit 23 Punkten Vorsprung gewann. Vittozzi entschied den Disziplinenweltcup im Einzel für sich.
Zusätzliche Erfolge fuhr Vittozzi als Staffelmitglied ein: Im Dezember 2015 war sie Startläuferin des Quartetts um Karin Oberhofer, Federica Sanfilippo und Dorothea Wierer, das in Hochfilzen zum ersten Sieg einer italienischen Frauenstaffel in der Weltcupgeschichte lief. Drei Jahre später wiederholte die Staffel (nun mit Alexia Runggaldier anstelle von Oberhofer) diesen Erfolg, erneut in Hochfilzen. Bei ihrer ersten Olympiateilnahme bei den Spielen 2018 in Pyeongchang gewann Vittozzi mit der Mixed-Staffel um Wierer, Lukas Hofer und Dominik Windisch die Bronzemedaille, ebenso 2019 bei den Weltmeisterschaften. Ab dem Sommer 2018 wurden diese vier Athleten in einer geschlechtergemischten Elite-Trainingsgruppe gesondert von den anderen italienischen Kaderathleten von Andreas Zingerle und Andrea Zattoni trainiert.

### Nachlassende Schießleistungen und Ergebnisse (2019 bis 2022)
Vittozzi knüpfte in den Jahren nach dem zweiten Platz im Gesamtweltcup 2018/19 nicht an die Resultate ihrer bis dahin erfolgreichsten Saison an. Insbesondere ihre Trefferquote im Liegendschießen verschlechterte sich deutlich: von etwa 85 % in der Saison 2018/19 auf 60 % im Winter 2021/22. Der italienische Nationaltrainer Andreas Zingerle sagte in einem Interview im April 2022, das Betreuerteam habe – ohne erkennbare Wirkung – an Vittozzis Schießposition, am Atmen und an ihrer Waffe gearbeitet. In seinen Augen handele es sich nicht um ein technisches Problem, zumal die Athletin in den Staffeln meist gut geschossen habe. Vittozzi erklärte gegenüber der Gazzetta dello Sport, dass sie viel mit einem Mentaltrainer zusammenarbeite. Ein Grund für die nachlassenden Leistungen sei ferner die Infektion mit COVID-19 kurz vor Beginn der Saison 2020/21 gewesen, die sie in der entscheidenden Phase der Vorbereitung zurückgeworfen habe.
2019/20 platzierte sich Vittozzi auf dem zehnten Rang des erneut von Dorothea Wierer gewonnenen Gesamtweltcups und erreichte zwei Einzel-Podiumsergebnisse. Zudem feierte sie Erfolge mit der Mixed-Staffel, die in der gleichen Besetzung wie in den vorherigen Wintern den Weltcupauftakt im November 2019 in Östersund für sich entschied und bei den Heimweltmeisterschaften 2020 in Antholz die Silbermedaille hinter Norwegen gewann. Im Winter 2020/21 wurde Vittozzi Sechzehnte der Weltcup-Gesamtwertung mit einem dritten Platz im Sprint von Nové Město als bestem Ergebnis; 2021/22 erreichte sie in keinem Einzelwettkampf das Podest und belegte den 31. Rang im Saisonklassement.
Im Gegensatz dazu wurde die Italienerin bei den Sommerbiathlon-Weltmeisterschaften 2022 eine der erfolgreichsten Athletinnen. War sie im Supersprint noch von ihrer Landsfrau Dorothea Wierer auf den zweiten Platz verwiesen worden, konnte sie am folgenden Tag den Sprint für sich entscheiden.

### Rückkehr in die internationale Spitze und Weltmeistertitel (2022 bis 2023)
Im Sommer 2022 übernahm ein neuer Trainerstab um Alexander Inderst, Jonne Kähkönen und Mirco Romanin das italienische Nationalteam. In dem neuen Umfeld verbesserten sich Vittozzis Leistungen in der Weltcupsaison 2022/23 wieder deutlich und sie knüpfte an die Erfolge aus dem Winter 2018/19 an. Sie erreichte in sieben Einzelwettkämpfen das Podest und feierte beim 15-Kilometer-Rennen in Ruhpolding am 12. Januar 2023 zum ersten Mal nach vier Jahren wieder einen Sieg. Im Gesamtweltcup belegte sie Rang drei hinter Julia Simon und ihrer Teamkollegin Dorothea Wierer. Außerdem entschied sie wie 2018/19 den Einzel-Disziplinenweltcup für sich. Bei den Weltmeisterschaften 2023 führte Vittozzi das italienische Frauenquartett als Schlussläuferin zur ersten Staffelgoldmedaille, wobei sie auf ihrer Position den Vorsprung auf das deutsche Team um Denise Herrmann-Wick mit zwei schnellen und fehlerfreien Schießeinlagen deutlich ausbaute. Zudem gewann sie bei den Weltmeisterschaften in Oberhof Silber mit der Mixed-Staffel sowie Bronze im 15-Kilometer-Rennen und in der Single-Mixed-Staffel mit Tommaso Giacomel. Den Grund für ihren Leistungsanstieg – vor allem für die deutliche Verbesserung am Schießstand – sah Vittozzi insbesondere in der Zusammenarbeit mit den Schießtrainern Kähkönen und Edoardo Mezzaro. Die beiden Betreuer hätten ihr wieder Leichtigkeit und Spaß vermittelt, zudem habe sie ihr Schießschema geändert, um sich von alten Gewohnheiten zu lösen.

### Zweiter Weltmeistertitel und Gewinn des Gesamtweltcups (seit 2023)
Im November 2023 gewann Vittozzi das erste Einzelrennen der Saison 2023/24. Sie wurde im Einzelwettkampf in Östersund Erste mit einer Zehntelsekunde Vorsprung vor Franziska Preuß. In den folgenden Rennen belegte Vittozzi überwiegend Top-Ten-Plätze, ehe sie im Januar 2024 nach einem dritten Rang im Sprint von Ruhpolding die anschließende Verfolgung gewinnen konnte. Bei den Weltmeisterschaften 2024 gehörte Vittozzi zu den erfolgreichsten Athletinnen, als sie Weltmeisterin im Einzel wurde und jeweils Silber in der Verfolgung, im Massenstart und zusammen mit Tommaso Giacomel in der Single-Mixed-Staffel gewinnen konnte. Beim Weltcupfinale in Canmore konnte Vittozzi mit einem Doppelsieg in Sprint und Verfolgung die Führung im Gesamtweltcup von Ingrid Landmark Tandrevold übernehmen. Da Tandrevold im abschließenden Massenstart nicht genügend Punkte erzielten konnte, stand Vittozzi als Gewinnerin des Gesamtweltcups fest. Darüber hinaus gewann sie ihren dritten Einzelweltcup sowie erstmals den Verfolgungsweltcup.

## Öffentliches Bild

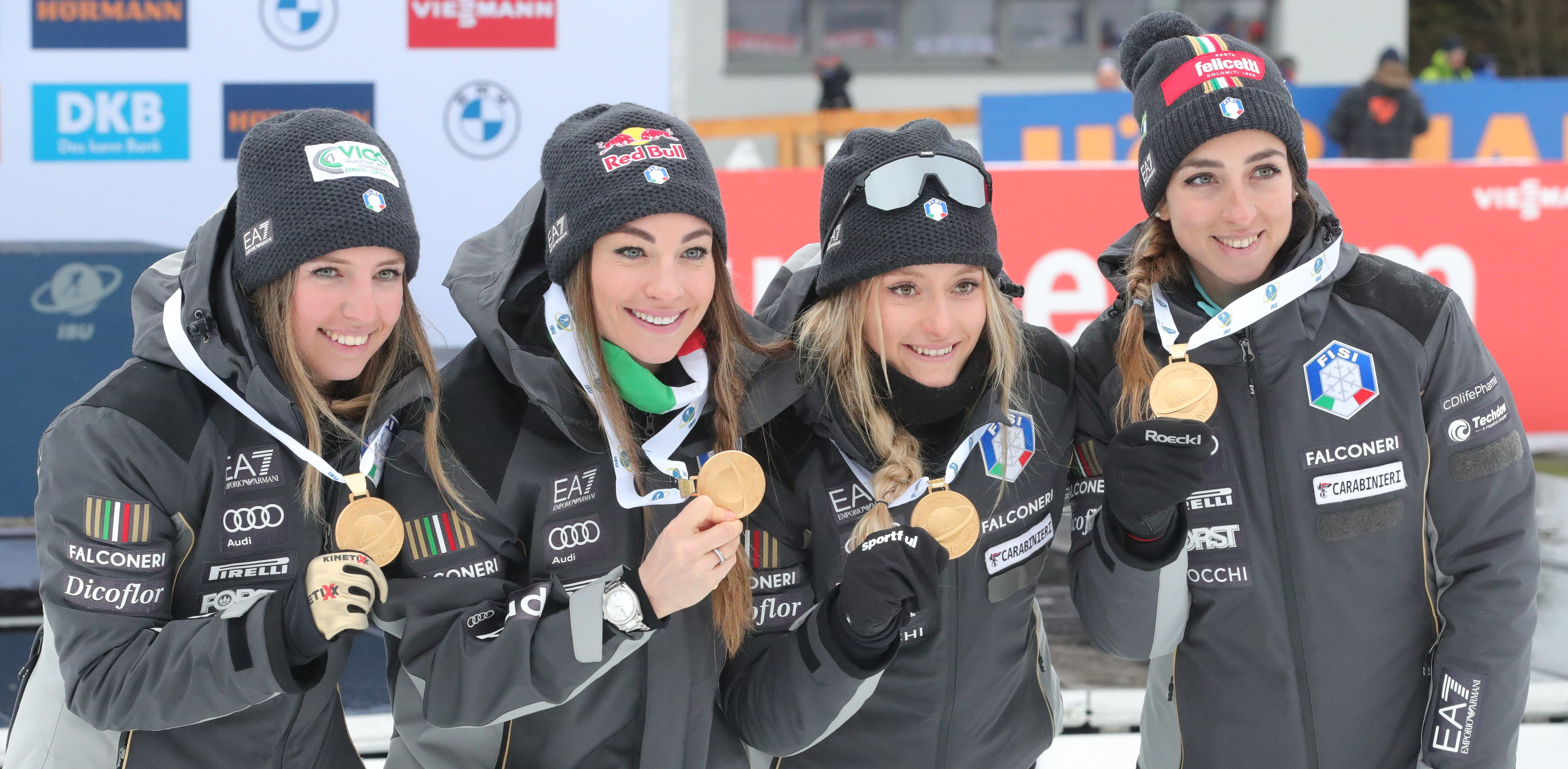
Italienische Weltmeisterstaffel von 2023: Samuela Comola, Dorothea Wierer, Hannah Auchentaller und Lisa Vittozzi (von links nach rechts)

Die Erfolge Lisa Vittozzis und insbesondere Dorothea Wierers trugen in den späten 2010er Jahren zur Popularisierung der Sportart Biathlon in Italien bei. Dabei spielte auch das Verhältnis der beiden Teamkolleginnen eine Rolle, insbesondere ab der Saison 2018/19, in der sie die Ränge eins und zwei im Gesamtweltcup belegten. In einem Interview während des Winters gaben beide an, gut miteinander auszukommen, aber komplett verschiedene Charaktere zu sein: Wierer bezeichnete Vittozzi als „viel ruhiger und konzentrierter“ als sie selbst und bescheinigte ihr – anders als sich – „[d]en Willen, stundenlang hart zu arbeiten“. Vittozzi wiederum erklärte, sie habe sich ihre gesamte Karriere an der fünf Jahre älteren Wierer orientiert und „jeden Tag mit dem Ziel trainiert, zu ihr aufzuschließen“. Auch medial wurde Vittozzi als „bescheiden“ beziehungsweise „[u]nscheinbar“ charakterisiert, im Gegensatz zur als extrovertiert geltenden Wierer.
Im Vorfeld der Heimweltmeisterschaften 2020 in Antholz erfuhr ein Interview Vittozzis mit der Lokalzeitung Messaggero Veneto breite mediale Rezeption. Darin kritisierte sie, dass Wierer die Staffel bei den Weltmeisterschaften 2019 im Gegensatz zu ihr ausgelassen hatte, wodurch ihre Konkurrentin eine längere Erholungszeit für den abschließenden Massenstart gehabt habe. Wierer zeigte sich von den Aussagen Vittozzis „enttäuscht“ und wies den Vorwurf zurück, beide betonten aber, der Konflikt sei medial übertrieben dargestellt und nach einer Aussprache beigelegt worden. Im ersten WM-Rennen liefen Vittozzi und Wierer gemeinsam mit Lukas Hofer und Dominik Windisch zur Silbermedaille in der Mixed-Staffel.

## Statistiken

### Weltcupplatzierungen
Die Tabelle zeigt alle Platzierungen (je nach Austragungsjahr einschließlich Olympische Spiele und Weltmeisterschaften).
- 1.–3. Platz: Anzahl der Podiumsplatzierungen
- Top 10: Anzahl der Platzierungen unter den ersten zehn (einschließlich Podium)
- Punkteränge: Anzahl der Platzierungen innerhalb der Punkteränge (einschließlich Podium und Top 10)
- Starts: Anzahl gelaufener Rennen in der jeweiligen Disziplin
- Staffel: inklusive Mixed- und Single-Mixed-Staffeln

| Platzierung               | Einzel | Sprint | Verfolgung | Massenstart | Staffel | Gesamt |
| ------------------------- | ------ | ------ | ---------- | ----------- | ------- | ------ |
| 1. Platz                  | 2      | 2      | 3          |             | 4       | 11     |
| 2. Platz                  | 2      | 2      | 3          | 3           | 6       | 16     |
| 3. Platz                  | 2      | 4      | 4          |             | 11      | 21     |
| Top 10                    | 10     | 31     | 26         | 10          | 61      | 138    |
| Punkteränge               | 17     | 63     | 49         | 33          | 71      | 233    |
| Starts                    | 23     | 80     | 58         | 33          | 71      | 265    |
| Stand: Saisonende 2023/24 |        |        |            |             |         |        |

### Weltcupsiege
| Nr. | Datum         | Ort        | Disziplin  |
| --- | ------------- | ---------- | ---------- |
| 1.  | 10. Jan. 2019 | Oberhof    | Sprint     |
| 2.  | 12. Jan. 2019 | Oberhof    | Verfolgung |
| 3.  | 12. Jan. 2023 | Ruhpolding | Einzel     |
| 4.  | 26. Nov. 2023 | Östersund  | Einzel     |
| 5.  | 14. Jan. 2024 | Ruhpolding | Verfolgung |
| 6.  | 14. März 2024 | Canmore    | Sprint     |
| 7.  | 16. März 2024 | Canmore    | Verfolgung |

| Nr. | Datum         | Ort         | Disziplin       |
| --- | ------------- | ----------- | --------------- |
| 1.  | 13. Dez. 2015 | Hochfilzen  | Staffel 1       |
| 2.  | 11. März 2018 | Kontiolahti | Mixed-Staffel 2 |
| 3.  | 16. Dez. 2018 | Hochfilzen  | Staffel 3       |
| 4.  | 30. Nov. 2019 | Östersund   | Mixed-Staffel 2 |

### Weltcupwertungen
Ergebnisse bei Biathlon-Weltcups (Disziplinen- und Gesamtweltcup) gemäß Punktesystem:
| Saison  | Einzel | Einzel | Sprint | Sprint | Verfolgung | Verfolgung | Massenstart | Massenstart | Gesamt | Gesamt |
| Saison  | Platz  | Punkte | Platz  | Punkte | Platz      | Punkte     | Platz       | Punkte      | Platz  | Punkte |
| ------- | ------ | ------ | ------ | ------ | ---------- | ---------- | ----------- | ----------- | ------ | ------ |
| 2014/15 | –      | –      | 59.    | 032    | 58.        | 014        | –           | –           | 64.    | 00.46  |
| 2015/16 | –      | –      | 34.    | 074    | 40.        | 063        | 39.         | 024         | 39.    | 0.161  |
| 2016/17 | 67.    | 005    | 22.    | 131    | 14.        | 178        | 36.         | 030         | 27.    | 0.344  |
| 2017/18 | 18.    | 043    | 07.    | 230    | 08.        | 191        | 12.         | 125         | 06.    | 0.588  |
| 2018/19 | 01.    | 140    | 04.    | 309    | 04.        | 301        | 12.         | 132         | 02.    | 0.882  |
| 2019/20 | 12.    | 075    | 07.    | 214    | 15.        | 104        | 10.         | 135         | 10.    | 0.528  |
| 2020/21 | 34.    | 031    | 14.    | 206    | 31.        | 083        | 19.         | 097         | 16.    | 0.449  |
| 2021/22 | 24.    | 028    | 27.    | 115    | 30.        | 077        | 35.         | 026         | 31.    | 0.246  |
| 2022/23 | 01.    | 225    | 06.    | 236    | 04.        | 279        | 07.         | 142         | 03.    | 0.882  |
| 2023/24 | 01.    | 165    | 03.    | 373    | 01.        | 398        | 06.         | 155         | 01.    | 1.091  |

### Olympische Winterspiele
Die Tabelle zeigt alle Platzierungen bei Olympischen Winterspielen:
| Olympische Winterspiele | Olympische Winterspiele | Einzelwettbewerbe | Einzelwettbewerbe | Einzelwettbewerbe | Einzelwettbewerbe | Staffelwettbewerbe | Staffelwettbewerbe |
| Jahr                    | Ort                     | Einzel            | Sprint            | Verfolgung        | Massenstart       | Frauenstaffel      | Mixed-Staffel      |
| ----------------------- | ----------------------- | ----------------- | ----------------- | ----------------- | ----------------- | ------------------ | ------------------ |
| 2018                    | Pyeongchang             | 32.               | 06.               | 11.               | 4.                | 9.                 | 3.                 |
| 2022                    | Peking                  | 76.               | 36.               | 32.               | –                 | 5.                 | 9.                 |

### Weltmeisterschaften
Die Tabelle zeigt alle Platzierungen bei Weltmeisterschaften:
| Weltmeisterschaften | Weltmeisterschaften | Einzelwettbewerbe | Einzelwettbewerbe | Einzelwettbewerbe | Einzelwettbewerbe | Staffelwettbewerbe | Staffelwettbewerbe | Staffelwettbewerbe |
| Jahr                | Ort                 | Einzel            | Sprint            | Verfolgung        | Massenstart       | Frauenstaffel      | Mixed-Staffel      | S.-M.-Staffel      |
| ------------------- | ------------------- | ----------------- | ----------------- | ----------------- | ----------------- | ------------------ | ------------------ | ------------------ |
| 2015                | Kontiolahti         | –                 | 59.               | 40.               | –                 | 03.                | –                  | nicht ausgetragen  |
| 2016                | Oslo                | –                 | 20.               | 13.               | 17.               | 07.                | –                  | nicht ausgetragen  |
| 2017                | Hochfilzen          | 36.               | 04.               | 14.               | 11.               | 05.                | 04.                | nicht ausgetragen  |
| 2019                | Östersund           | 02.               | 21.               | 10.               | 08.               | 10.                | 03.                | –                  |
| 2020                | Antholz             | 71.               | 06.               | 27.               | 30.               | 10.                | 02.                | –                  |
| 2021                | Pokljuka            | 38.               | 05.               | 48.               | 05.               | 09.                | 06.                | –                  |
| 2023                | Oberhof             | 03.               | 05.               | DNS               | 22.               | 01.                | 02.                | 3.                 |
| 2024                | Nové Město          | 01.               | 07.               | 02.               | 02.               | 11.                | 10.                | 2.                 |

### Olympische Jugend-Winterspiele
Die Tabelle zeigt alle Platzierungen bei Olympischen Jugend-Winterspielen:
| Olympische Winterspiele | Olympische Winterspiele | Einzelwettbewerbe | Einzelwettbewerbe | Staffelwettbewerbe | Staffelwettbewerbe          |
| Jahr                    | Ort                     | Sprint            | Verfolgung        | Mixed-Staffel      | Mixed Biathlon/ Skilanglauf |
| ----------------------- | ----------------------- | ----------------- | ----------------- | ------------------ | --------------------------- |
| 2012                    | Innsbruck               | 8.                | 5.                | 5.                 | 11.                         |

### Juniorenweltmeisterschaften
Die Tabelle zeigt alle Platzierungen bei Juniorenweltmeisterschaften: 
| Weltmeisterschaften | Weltmeisterschaften | Einzelwettbewerbe | Einzelwettbewerbe | Einzelwettbewerbe | Frauenstaffel |
| Jahr                | Ort                 | Einzel            | Sprint            | Verfolgung        | Frauenstaffel |
| ------------------- | ------------------- | ----------------- | ----------------- | ----------------- | ------------- |
| 2012                | Kontiolahti         | 27.               | 36.               | 30.               | –             |
| 2013                | Obertilliach        | 37.               | 02.               | 05.               | 10.           |
| 2014                | Presque Isle        | 02.               | 01.               | 01.               | 05.           |
| 2015                | Minsk-Raubitschy    | 08.               | 07.               | 04.               | –             |

### Junioreneuropameisterschaften
Die Tabelle zeigt alle Platzierungen bei Junioreneuropameisterschaften: 
| Europameisterschaften | Europameisterschaften | Einzelwettbewerbe | Einzelwettbewerbe | Einzelwettbewerbe | Mixed-Staffel |
| Jahr                  | Ort                   | Einzel            | Sprint            | Verfolgung        | Mixed-Staffel |
| --------------------- | --------------------- | ----------------- | ----------------- | ----------------- | ------------- |
| 2014                  | Nové Město            | 3.                | 10.               | 10.               | –             |